# 1958-as síkvízi kajak-kenu világbajnokság
Az 1958-as síkvízi kajak-kenu világbajnokságot a csehszlovákiai Prágában rendezték 1958-ban. Ez az ötödik kajak-kenu világbajnokság volt. A magyar csapat az éremtáblázaton a negyedik helyezést érte el összesítésben.

## Éremtáblázat
*   Rendező
  *   Magyarország
| Helyezés | Ország        | Arany | Ezüst | Bronz | Összesen |
| -------- | ------------- | ----- | ----- | ----- | -------- |
| 1.       | Szovjetunió   | 5     | 3     | 4     | 12       |
| 2.       | NSZK          | 4     | 2     | 4     | 10       |
| 3.       | Lengyelország | 2     | 0     | 0     | 2        |
| 4.       | Magyarország  | 1     | 5     | 0     | 6        |
| 5.       | Románia       | 1     | 1     | 1     | 3        |
| 6.       | Belgium       | 1     | 0     | 0     | 1        |
| 6.       | Finnország    | 1     | 0     | 0     | 1        |
| 8.       | Csehszlovákia | 0     | 3     | 2     | 5        |
| 9.       | Svédország    | 0     | 1     | 2     | 3        |
| 10.      | Dánia         | 0     | 0     | 1     | 1        |
| 10.      | NDK           | 0     | 0     | 1     | 1        |
| Összesen | Összesen      | 15    | 15    | 15    | 45       |

## Eredmények

### Férfiak

#### Kenu
| Versenyszám | Arany                                                    | Arany   | Ezüst                                       | Ezüst   | Bronz                                     | Bronz   |
| ----------- | -------------------------------------------------------- | ------- | ------------------------------------------- | ------- | ----------------------------------------- | ------- |
| C1 1000 m   | Gennagyij Buharin · Szovjetunió                          | 4:33,3  | Jiří Vokněr · Csehszlovákia                 | 4:34,6  | Jurij Vinogradov · Szovjetunió            | 4:35,6  |
| C1 10 000 m | Gennagyij Buharin · Szovjetunió                          | 52:15,9 | Jiří Vokněr · Csehszlovákia                 | 53:31,6 | Nichifor Tarara · Románia                 | 53:58,2 |
| C2 1000 m   | Alexe Dumitru · Simion Ismailciuc · Románia              | 4:27,2  | Simári László · Bodnár Lajos · Magyarország | 4:30    | Jiří Kodeš · Václáv Cokal · Csehszlovákia | 4:30,3  |
| C2 10 000 m | Sztyepan Osztzsenkov · Alekszandr Szilajev · Szovjetunió | 49:45,4 | Achim Sidorov · Lavrente Calinov · Románia  | 50:21,4 | Jiří Kodeš · Václáv Cokal · Csehszlovákia | 50:22,4 |

#### Kajak
| Versenyszám        | Arany                                                                 | Arany   | Ezüst                                                                          | Ezüst   | Bronz                                                                                             | Bronz   |
| ------------------ | --------------------------------------------------------------------- | ------- | ------------------------------------------------------------------------------ | ------- | ------------------------------------------------------------------------------------------------- | ------- |
| K1 500 m           | Stefan Kapłaniak · Lengyelország                                      | 1:49,2  | Gert Fredriksson · Svédország                                                  | 1:50,3  | Dieter Krause · NDK                                                                               | 1:50,6  |
| K1 1000 m          | Fritz Briel · NSZK                                                    | 3:51,4  | Hatlaczky Ferenc · Magyarország                                                | 3:53    | Gert Fredriksson · Svédország                                                                     | 3:53,1  |
| K1 10 000 m        | Thorvald Strömberg · Finnország                                       | 46:58,2 | Ladislav Čepčianský · Csehszlovákia                                            | 47:35,4 | Vagn Schmidt · Dánia                                                                              | 48:33,4 |
| K1 4 × 500 m váltó | Paul Lange · Meinard Miltenberger · Helmut Herz · Fritz Briel · NSZK  | 7:58,4  | Mészáros György · Kovács László · Hatlaczky Ferenc · Kiss Lajos · Magyarország | 8:00,8  | Henri Lindelöf · Carl van Gerber · Sven-Olaf Sjödelius · Gert Fredriksson · Svédország            | 8:03,1  |
| K2 500 m           | Stefan Kapłaniak · Władysław Zieliński · Lengyelország                | 1:43    | Nagy I. László · Kovács László · Magyarország                                  | 1:43,1  | Meinard Miltenberger · Paul Lange · NSZK                                                          | 1:43,5  |
| K2 1000 m          | Henri Verbrugghe · Germain van der Moere · Belgium                    | 3:36,3  | Jevgenyij Jacinyenko · Ivan Golovatzsov · Szovjetunió                          | 3:36,5  | Mikhail Kaleeste · Anatolij Gyemitkov · Szovjetunió                                               | 3:36,9  |
| K2 10 000 m        | Urányi János · Fábián László · Magyarország                           | 42:27,7 | Heinz Ackers · Wilhelm Schlüssel · NSZK                                        | 42:29,2 | Helmuth Stocker · Franz Teidl · NSZK                                                              | 42:53   |
| K4 1000 m          | Michel Scheuer · Georg Lietz · Gustav Schmidt · Theodor Kleine · NSZK | 3:10,7  | Mészáros György · Péhl József · Szente András · Petróczy János · Magyarország  | 3:11,7  | Mikhail Kaleeste · Igor Piszarev · Anatolij Trozsenkov · Anatolij Gyemitkov · Szovjetunió         | 3:13,7  |
| K4 10 000 m        | Michel Scheuer · Georg Lietz · Gustav Schmidt · Theodor Kleine · NSZK | 37:03,2 | Günter Kruger · Walter Sander · Heinrich Hell · Hubert Birgels · NSZK          | 37:17,3 | Mykolas Rudzinskas · Vlagyimir Tszevtszkin · Alfons Rudzinkas · Vaszilij Sztyepanov · Szovjetunió | 37:25,6 |

### Nők

#### Kajak
| Versenyszám | Arany                                          | Arany  | Ezüst                                                    | Ezüst  | Bronz                                 | Bronz  |
| ----------- | ---------------------------------------------- | ------ | -------------------------------------------------------- | ------ | ------------------------------------- | ------ |
| K-1 500 m   | Jelizaveta Gyementyjeva · Szovjetunió          | 2:02,1 | Antonyina Szeregyina · Szovjetunió                       | 2:02,2 | Therese Zenz · NSZK                   | 2:02,7 |
| K-2 500 m   | Nyina Gruzinceva · Marija Subina · Szovjetunió | 1:52,3 | Antonyina Szeregyina · Jelizaveta Kiszlova · Szovjetunió | 1:53,1 | Therese Zenz · Ingrid Hartmann · NSZK | 1:54,5 |

## A magyar csapat
Az 1958-as magyar vb keret tagjai:
| férfiak kajak | férfiak kajak                                             | férfiak kajak      |
| ------------- | --------------------------------------------------------- | ------------------ |
| K1 500 m      | Kiss Lajos                                                | 8.                 |
| K1 500 m      | Mészáros György                                           | 4.                 |
| K2 500 m      | Kovács László Nagy I. László                              | Ezüstérem          |
| K2 500 m      | Veréb Dezső Nagy II. László                               | 4.                 |
| K1 1000 m     | Hatlaczky Ferenc                                          | Ezüstérem          |
| K1 1000 m     | Kiss Lajos                                                | 8.                 |
| K2 1000 m     | Urányi János Fábián László                                | 7.                 |
| K2 1000 m     | Veréb Dezső Nagy II. László                               | 5.                 |
| K4 1000 m     | Mészáros György Péhl József Szente András Petróczy János  | Ezüstérem          |
| K4 1000 m     | Turi Sándor Veréb Sándor Szalai József Czink György       | nem jutott döntőbe |
| K1 10 000 m   | Hatlaczky Ferenc                                          | kizárva            |
| K1 10 000 m   | Sován András                                              | 4.                 |
| K2 10 000 m   | Urányi János Fábián László                                | Aranyérem          |
| K2 10 000 m   | Varga Ferenc Egri Sámuel                                  | 4.                 |
| K4 10 000 m   | Egri Sámuel Varga Ferenc Sován András Petróczy János      | 4.                 |
| K1 4 × 500 m  | Mészáros György Kovács László Hatlaczky Ferenc Kiss Lajos | Ezüstérem          |

| férfi kenu  | férfi kenu                    | férfi kenu |
| ----------- | ----------------------------- | ---------- |
| C1 1000 m   | Parti János                   | 4.         |
| C1 1000 m   | Novák Gábor                   | 7.         |
| C2 1000 m   | Simári László Bodnár Lajos    | Ezüstérem  |
| C2 1000 m   | Farkas Imre Hunics József     | 5.         |
| C1 10 000 m | Parti János                   | feladta    |
| C1 10 000 m | Novák Gábor                   | 8.         |
| C2 10 000 m | Simári László Bodnár Lajos    | 4.         |
| C2 10 000 m | Wieland Károly Gábriel István | 7.         |

| női kajak | női kajak                   | női kajak |
| --------- | --------------------------- | --------- |
| K1 500 m  | Egresi Vilma                | 7.        |
| K1 500 m  | Bánfalvi Klára              | 4.        |
| K2 500 m  | Bánfalvi Klára Tolnai Ilona | 4.        |
| K2 500 m  | Egresi Vilma Kecskés Júlia  | 5.        |